# Parateledapus
Parateledapus is een kevergeslacht uit de familie van de boktorren (Cerambycidae). De wetenschappelijke naam van het geslacht werd voor het eerst geldig gepubliceerd in 2000 door Miroshnikov.

## Soorten
Parateledapus is monotypisch en omvat slechts de volgende soort:
- Parateledapus gibbus (Holzschuh, 1989)